# Elva (album)
Elva è il quarto album in studio del gruppo punk rock statunitense Unwritten Law, pubblicato nel 2002.

## Tracce
1. Mean Girl – 3:06
2. Up All Night – 3:03
3. Sound Siren – 2:50
4. How You Feel – 2:45
5. Blame It on Me – 2:36
6. Seein' Red – 3:47
7. Nick and Phil – 0:38
8. Hellborn – 3:19
9. Geronimo – 3:29
10. Rescue Me – 4:01
11. Actress, Model... – 3:09
12. Raleigh (Soliloquy, Pt. V) – 0:14
13. Babalon – 4:08
14. Raleigh (Soliloquy, Pt. VI) – 0:42
15. Rest of My Life – 2:43
16. Elva – 4:08
17. Evolution – 5:35

## Formazione
Gruppo
- Scott Russo - voce
- Steve Morris - chitarra
- Rob Brewer - chitarra
- Pat "PK" Kim - basso
- Wade Youman - batteria

Altri musicisti
- Josh Freese - batteria (2)
- John Shanks - chitarra (3), slide guitar (11)
- Miguel - chitarra (4,6)
- Marshall Goodman - percussioni (2,8)
- Michael Fisher - percussioni (13)
- The Allday Singers - voci (13)
- Tony Kanal - basso (15)
- Neville Staples - DJ voce (17)
- Raleigh Theodore Sakers - voce parlata (12,14)